# 黃邊口孵非鯽
黃邊口孵非鯽，為輻鰭魚綱鱸形目隆頭魚亞目慈鯛科的一種，被IUCN列為易危保育類動物，分布於非洲奧卡萬戈河、庫內內河、三比西河上游等流域，體長可達61公分，棲息在溪流、沼澤靜止或流動的水域，能夠忍受鹽度變化，成魚多在開放水域活動，稚魚則活動在植被生長的沿岸水域，屬雜食性，以有機碎屑、矽藻、昆蟲等為食，可作為觀賞魚、食用魚及遊釣魚。